# 로데오

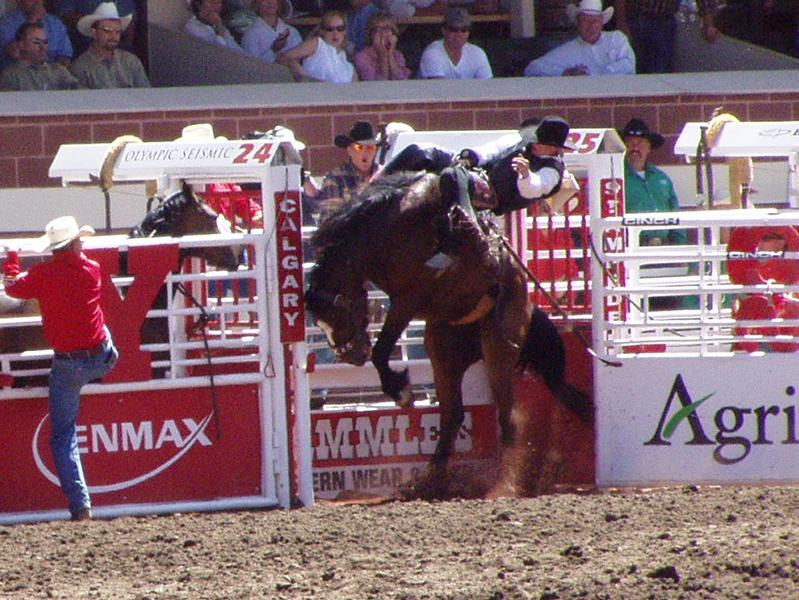
로데오

로데오(Rodeo)는 카우보이가 말을 타며 떨어지지 않고 누가 더 오래 버티는지 겨루는 시합이다

## 역사
로데오와 비슷한 양상은 미국 서부와 멕시코 북부 카우보이가 다른 사람과의 실력을 시험하던 1820년대와 1830년대에 비공식 이벤트로 있었다.

## 참고 문헌
- Allen, Michael (1998). 《Rodeo Cowboys in the North American Imagination》. Reno, Nevada: University of Nevada Press. ISBN 9780874173154.[깨진 링크(과거 내용 찾기)]
- Groves, Melody (2006). 《Ropes, Reins, and Rawhide: All About Rodeo》. Albuquerque, New Mexico: University of New Mexico Press. ISBN 9780826338228.